# Юрмаш (Нуримановский район)
Юрмаш (баш. Юрмаш) — деревня в Нуримановском районе Башкортостана, входит в состав Никольского сельсовета.

## География
Деревня находится на правом берегу реки Салдыбаш, на расстоянии 5 км к востоку от села Красная Горка, административного центра района, и 60 км к северо-востоку от города Уфа, столицы республики. На западе примыкает к деревне Байкал.

## Население
| 2002 | 2009 | 2010 |
| ---- | ---- | ---- |
| 81   | ↘80  | ↗82  |

### Национальный состав
Согласно переписи 2002 года, преобладающая национальность — марийцы (94 %).

## Транспорт
Вблизи деревни проходит автодорога «Новый Субай — Красная Горка».